# Standing Together
Standing Together album uscito nel 1998 con l'etichetta GRP ci mostra George Benson come un grande chitarrista e straordinario cantante. L'inconfondibile chitarra di Benson apre l'album sulle note della canzone "C-Smooth" che viene presentata come un lussuoso lento. Va avanti poi con canzoni “morbide” dai testi molto belli e ben ascoltabili. Hanno collaborato a questo album vari artisti quali: Larry Williams (sassofono); Jerry Hey (tromba), Bill Reichenbach (trombone); Ricky Peterson (vibrafono, pianoforte, sintetizzatore Moog, tastiere); Tim Heintz (tastiere, sintetizzatore) e tanti altri ancora.

## Tracce
1. C Smooth – 5:56
2. Standing Together – 4:09
3. All I Know – 4:38
4. Cruise Control – 5:10
5. Poquito Spanish Poquito Funk – 5:17
6. Still Waters – 4:38
7. Fly By Night – 4:53
8. Back To Love – 4:41
9. Keep Rollin' – 5:04
10. You Can Do It Baby – 7:03